# Surf ai Giochi olimpici
Il surf è stato inserito per la prima volta all'interno del programma olimpico ai Giochi della XXXII Olimpiade di Tokyo, originariamente previsti per il 2020 ma posticipati al 2021 a causa della pandemia di COVID-19. Il CIO ha approvato la presenza del surf anche ai Giochi olimpici di Parigi 2024 e ai futuri Giochi olimpici di Los Angeles 2028.

## Storia
Con l'approvazione dell'Agenda 2020 nel settembre 2014, il Comitato Olimpico Internazionale (CIO) stabilì che a partire dai Giochi olimpici di Tokyo 2020 i comitati organizzatori locali avrebbero potuto proporre al CIO di includere degli sport "aggiuntivi" al programma principale, con l'obiettivo di aumentare l'interesse della popolazione locale.
Il 28 settembre 2015 il comitato organizzatore di Tokyo 2020 propose al CIO cinque sport "aggiuntivi" da includere nel programma: arrampicata sportiva, baseball/softball, karate, surf e skateboard. La presenza dei cinque sport ai Giochi olimpici del 2020 venne approvata ufficialmente dal CIO il 3 agosto 2016, durante la 129ª Sessione del CIO tenutasi a Rio de Janeiro, Brasile.
Il 21 febbraio 2019 il surf venne proposto nuovamente come sport "aggiuntivo" da parte del comitato organizzatore di Parigi 2024, venendo approvato dal CIO il successivo 7 dicembre 2020. Il 9 dicembre 2021 il comitato esecutivo del CIO propose di rendere il surf, insieme all'arrampicata sportiva e allo skateboard, parte degli sport "principali" dei Giochi olimpici del 2028. Il 3 febbraio 2022 il CIO approvò ufficialmente la proposta.

## Medagliere
Aggiornato a Parigi 2024.
| Pos.   | Paese       | Oro | Argento | Bronzo | Totale |
| ------ | ----------- | --- | ------- | ------ | ------ |
| 1      | Stati Uniti | 2   | 0       | 0      | 2      |
| 2      | Brasile     | 1   | 1       | 1      | 3      |
| 3      | Francia     | 1   | 0       | 1      | 2      |
| 4      | Giappone    | 0   | 1       | 1      | 2      |
| 4      | Australia   | 0   | 1       | 1      | 2      |
| 6      | Sudafrica   | 0   | 1       | 0      | 1      |
| Totale | Totale      | 4   | 4       | 4      | 12     |

## Albo d'oro

### Maschile
| Edizione                                                     | Oro                                                          | Argento                                  | Bronzo                                   |
| Tokyo 2020                                                   | Ítalo Ferreira                                               | Kanoa Igarashi                           | Owen Wright                              |
| Parigi 2024                                                  | Kauli Vaast                                                  | Jack Robinson                            | Gabriel Medina                           |
| Atleta meglio premiato: Ítalo Ferreira e Kauli Vaast (1/0/0) | Atleta meglio premiato: Ítalo Ferreira e Kauli Vaast (1/0/0) | Nazione meglio premiata: Brasile (1/0/1) | Nazione meglio premiata: Brasile (1/0/1) |

### Femminile
| Edizione                                                       | Oro                                                            | Argento                                      | Bronzo                                       |
| Tokyo 2020                                                     | Carissa Moore                                                  | Bianca Buitendag                             | Amuro Tsuzuki                                |
| Parigi 2024                                                    | Caroline Marks                                                 | Tatiana Weston-Webb                          | Johanne Defay                                |
| Atleta meglio premiata: Carissa Moore e Caroline Marks (1/0/0) | Atleta meglio premiata: Carissa Moore e Caroline Marks (1/0/0) | Nazione meglio premiata: Stati Uniti (2/0/0) | Nazione meglio premiata: Stati Uniti (2/0/0) |